# Triptiek van Adriaan Reins
Het Triptiek van Adriaan Reins is een drieluik van Hans Memling, dat hij in 1480 schilderde voor broeder Adriaan Reins van het Oud Sint-Janshospitaal in Brugge. Daar bevindt het werk zich nog altijd, in de collectie van het Memlingmuseum.

## Voorstelling
Memling schilderde twee keer een triptiek voor een broeder van het Oud Sint-Janshospitaal. In 1479 maakte hij voor Jan Floreins een drieluik met de aanbidding van de koningen, een jaar later gevolgd door een kleiner triptiek voor Adriaan Reins. De initialen A.R. en het jaartal zijn op de lijst te lezen. De schenker is afgebeeld op het linkerluik, samen met zijn beschermheilige Adrianus. Deze Romeinse officier houdt het aambeeld en de hamer waarmee hij werd gemarteld in zijn handen. De leeuw aan zijn voeten staat symbool voor zijn dapperheid. Adrianus werd onder meer aangeroepen tegen een plotseling dood en de pest. Ook de heilige Barbara op het rechterluik met haar attribuut de toren was als een van de noodhelpers een toepasselijke heilige voor een altaarstuk in een ziekenhuis.
Op het centrale paneel is de bewening van Christus afgebeeld. Memling koos voor een intieme compositie waarop alleen de belangrijkste personen te zien zijn. Het lichaam van Jezus is net van het kruis gehaald, de ladder is niet opgeruimd en de spijkers en een tang liggen nog op de grond. Maria knielt en bidt voor het lichaam van haar zoon, terwijl Johannes de doornenkroon voorzichtig van zijn hoofd haalt. Maria Magdalena kijkt met verwrongen handen toe. Op de achtergrond werken Nikodemus en Jozef van Arimathea aan het graf. De stad links is Jeruzalem. Aan de hoge horizon valt onder een dreigende avondlucht het silhouet van een tweede stad te herkennen. Door het landschap door te laten lopen, zorgde Memling ervoor dat de drie luiken toch een eenheid vormen.
De invloed van Rogier van der Weyden, bij wie Memling enige tijd in de leer is geweest, is onmiskenbaar. In de eerste plaats in de haast pathetische droefenis van de hoofdpersonen die dikke tranen huilen, maar ook in de houding van Christus en Maria. Van der Weydens bewening van Christus in het Mauritshuis in Den Haag kan als voorganger van het triptiek van Adriaan Reins beschouwd worden.
Als het triptiek gesloten werd, zagen de toeschouwers twee vrouwelijke heiligen onder gotische bogen. Aan de linkerkant Wilgefortis, ook wel bekend als Ontkommer, een fictieve heilige die volgens de overlevering een wonderbaarlijke baard kreeg om aan een gedwongen huwelijk met een heidense koning te ontkomen. Haar woedende vader liet haar daarop kruisigen. Memling schilderde haar met een heel subtiele baard, een kroon en een kruis dat maar net in de boog past. De naakte vrouw met drie broden aan de rechterkant is Maria van Egypte, een heilige die zich als boetedoening voor haar zondige leven terugtrok in de woestijn met slechts drie broden en daar veertig jaar leefde. Waarschijnlijk beeldde Memling deze heiligen af, omdat ook zij werden aangeroepen bij ernstige ziekte.

## Afbeeldingen

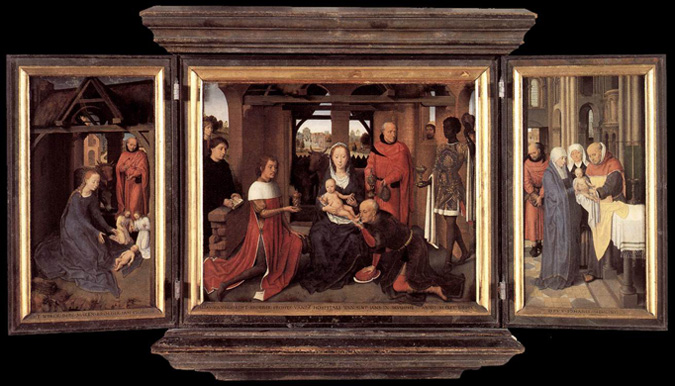
Triptiek van Jan Floreins (1479)
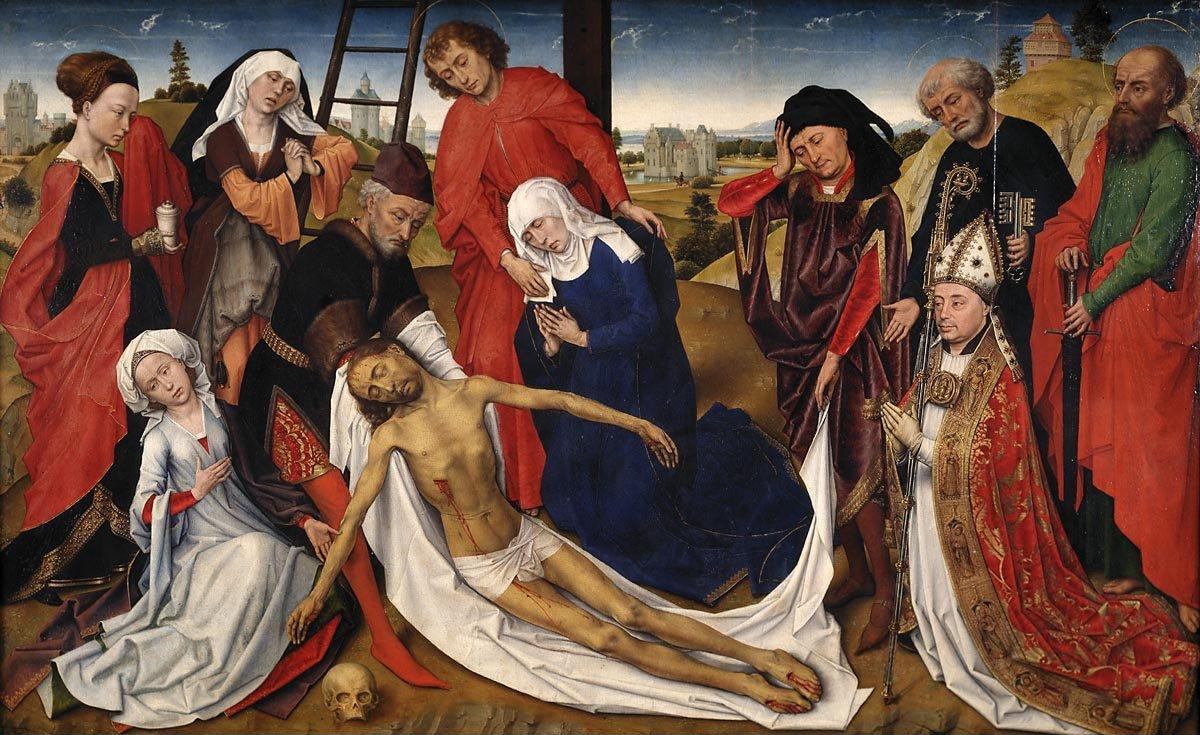
De bewening van Christus - Rogier van der Weyden